# 五经博士
五经博士是中国古代的学官名。
先秦即有博士官，掌理文學。秦朝有博士七十人（诸子、诗赋等博士），掌管全國古今史事以及書籍典章。
西汉建元五年（前136年），汉武帝为《易经》和《儀禮》增置博士，与汉文帝、汉景帝时所立的《书经》、《诗经》、《春秋》博士合为五经博士。自此之后，博士专门负责经学的传授。博士和他的弟子们可以通过考试来当官，官位大小和考试成绩相挂钩。五经博士的设置，使得通晓儒家经典成为做官食禄的主要条件，从而确立了儒学和儒学经典的权威地位。
五经博士开始设置时，人数不详。汉宣帝末年，五经博士有十二人。东汉时期，有十四人。博士弟子員，在汉武帝时为五十人。后世不断增减。至汉末，博士弟子員竟达三万余人。
汉代以后，五经博士专司教授经学。三国曹魏设十九员，五品，在其上设太常博士，主管导引、制礼。五经博士不再议礼。十六国后赵在郡国设置五经博士。南梁天监四年（505年）设立国学，开设五馆，每馆设一名五经博士主持。位居六班，在国子博士之下，太学博士之上。五经生出身寒门俊才，不限人数，由官府供应粮食（饩廪），学业合格可以出任吏员。南陈沿置，六品，秩六百石。同期在百济也設有「五经博士」。而中国北朝、隋朝、唐朝前期不设。
唐文宗大和七年（833年），在国子监设立五经博士，每经一员，后来增加为各两员。与国子博士同秩，正五品上，以五经教授国子生。宋代以后不设。明朝在国子监博士厅，设五经博士五人，从八品，分管教授五经，按时考课。在翰林院设立五经博士九人，正八品，专掌各经，以备讲读。景泰年间开始，另设世袭翰林院五经博士，居乡给俸，以奉先世圣哲贤儒祭祀，不治院事。清代只设世袭翰林院五经博士，至嘉庆年间共置二十八员，清朝灭亡后改为奉祀官。